# Puente de la Magdalena (Borgo a Mozzano)
El puente de la Magdalena (en italiano: Ponte della Maddalena), también conocido como puente del Diablo (Ponte del Diavolo), es un puente medieval de Italia, un puente de mampostería en arcos sucesivos que cruza el río Serchio cerca de la ciudad de Borgo a Mozzano (provincia de Lucca, en la región de Toscana). Uno de los numerosos puentes medievales conocidos como puente del Diablo, este puente fue un cruce vital del río en la vía Francígena, una temprana e importante ruta de peregrinación medieval a Roma que recorrían aquellos que llegaban desde Francia. 
Gracias al arco mayor, con una luz de 38 m, en Occidente se pensaba que el puente ostentó el récord de puente de arco más largo del mundo desde 1300 hasta 1341, cuando fue superado por el puente del Diablo de Céret. Sin embargo, en Turquía, el puente de Malabadi ya había alcanzado los 39 m en 1147.

## Historia
El puente es un notable ejemplo de ingeniería medieval, probablemente encargado por la condesa Matilda de Toscana (c. 1080-1100). Fue renovado hacia 1300 bajo la dirección de Castruccio Castracani. El arco más grande tiene una luz de 37.8 m. El puente también se describe en una novella  del siglo XIV de Giovanni Sercambi de Lucca. 
Alrededor de 1500 fue cuando tomó el nombre de puente de la Magdalena, por un oratorio dedicado a María Magdalena, cuya estatua estaba al pie del puente en la orilla oriental. En 1670, el Consejo General de la República de Lucca promulgó un decreto prohibiendo el paso por el puente con piedras de molino (ceppi) y sacos de harina para preservar la estructura. 
En 1836, después de haber sido gravemente dañado durante una crecida, el puente se sometió a trabajos de reparación urgentes. A principios de la década de 1900 con el fin de disponer espacio para que circulase una vía de ferrocarril en la ribera del río, se perforó un arco adicional en el estribo de la margen derecha, alterando considerablemente el diseño original.

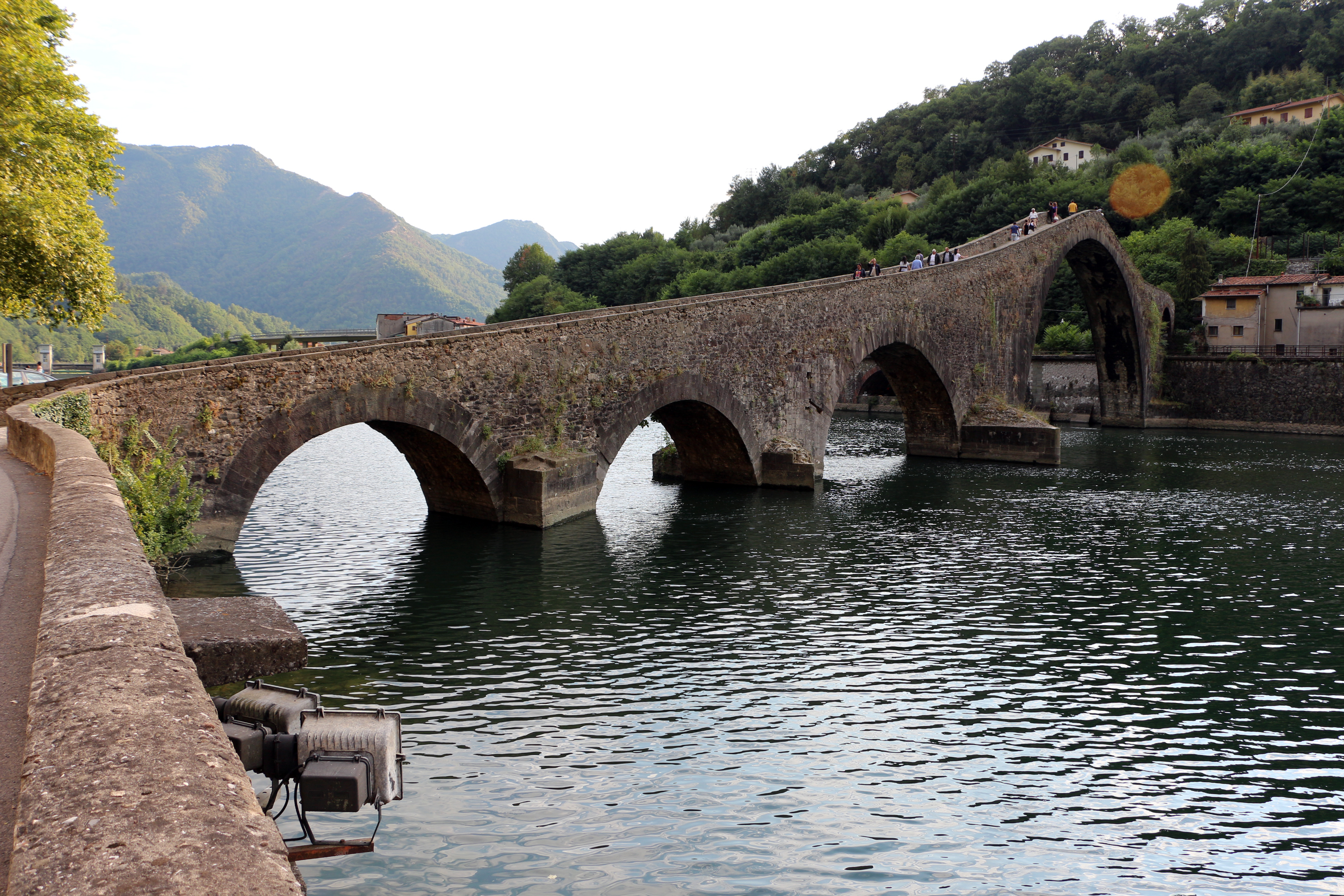
Vista del puente desde la otra parte
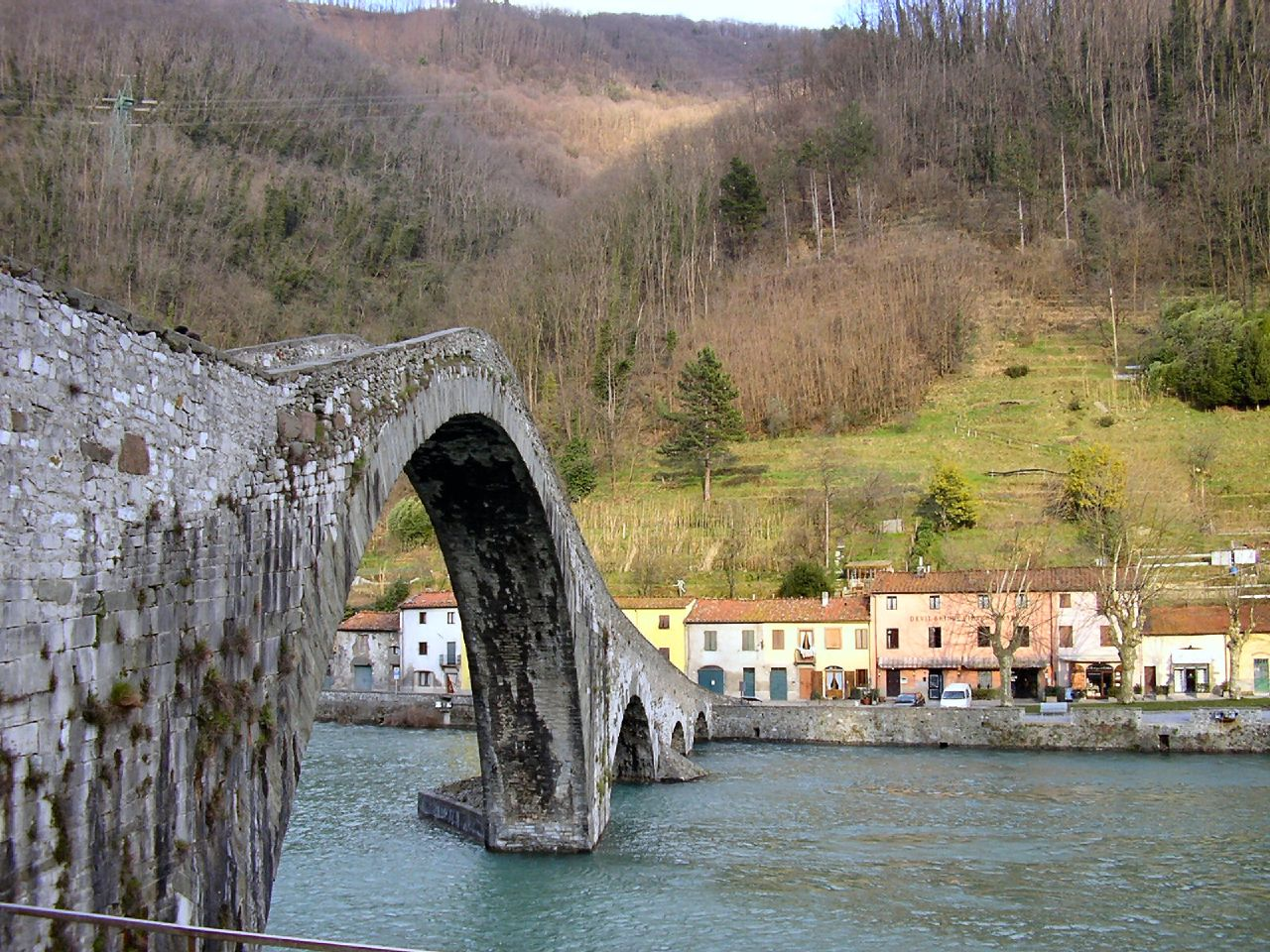
Vista en escorzo
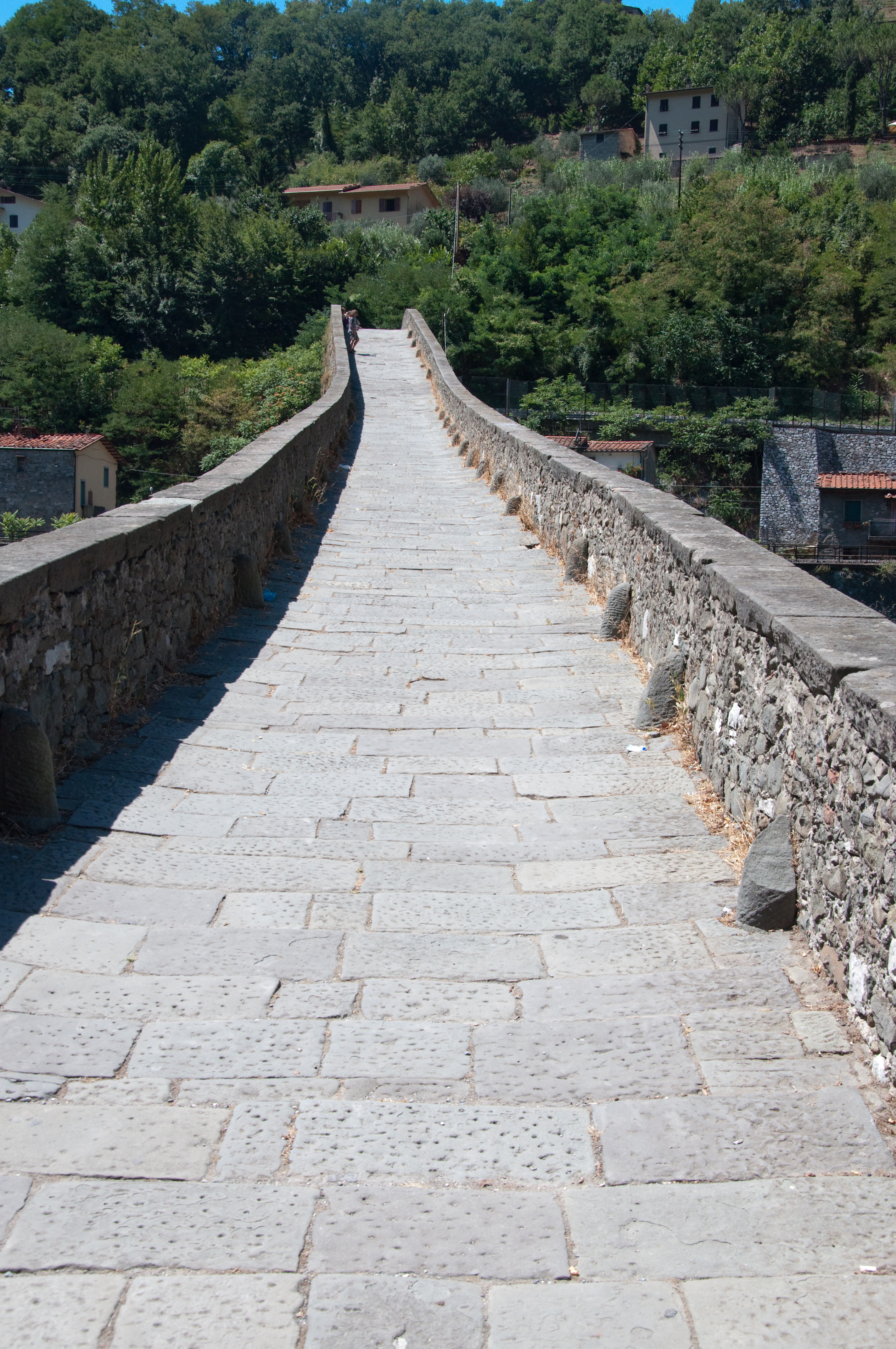
Via de circulación
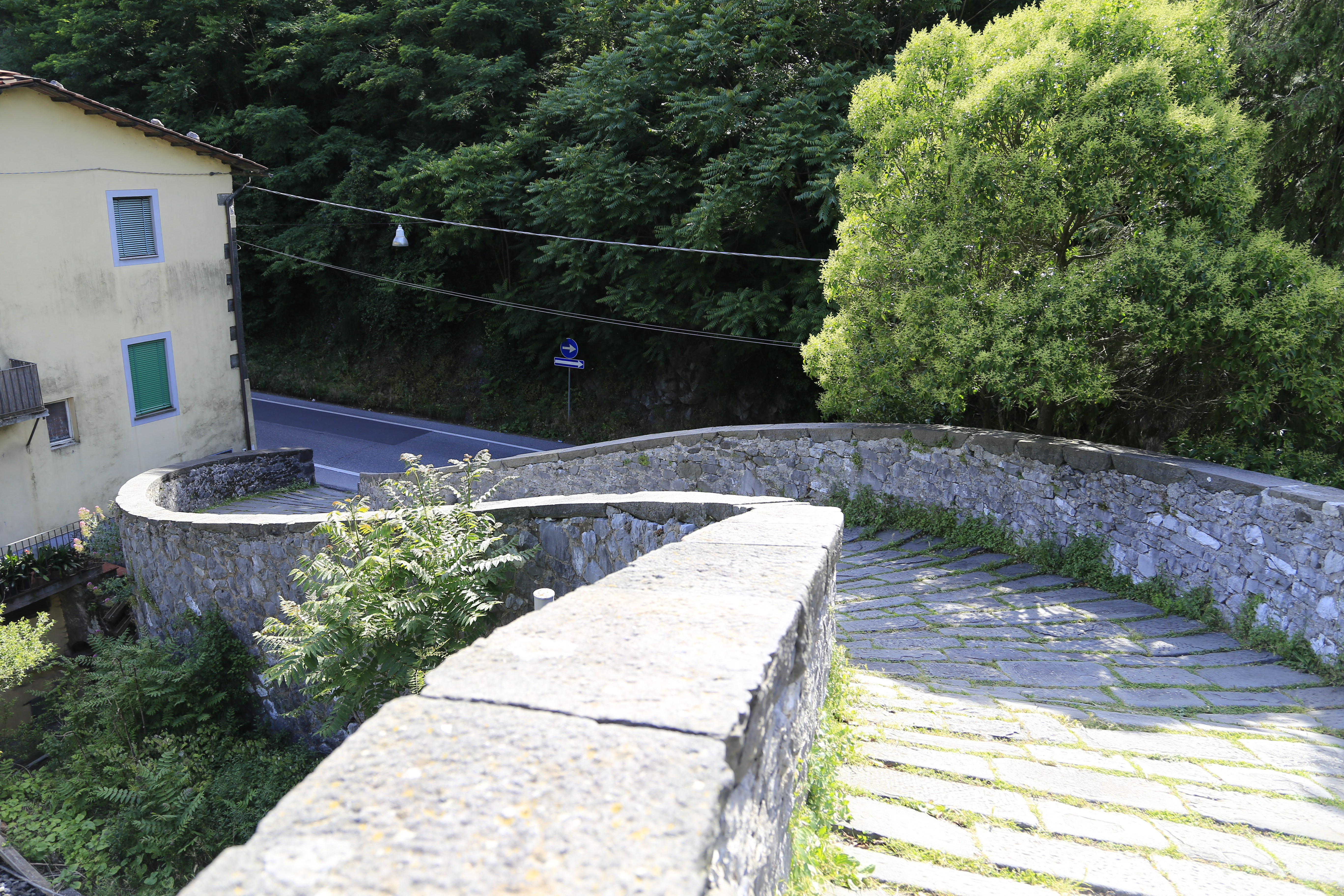

## Leyendas
Dada su forma, en especial la de su arco particular más alto y amplio, esta perla de la ingeniería medieval es el tema de muchas leyendas.

### La construcción

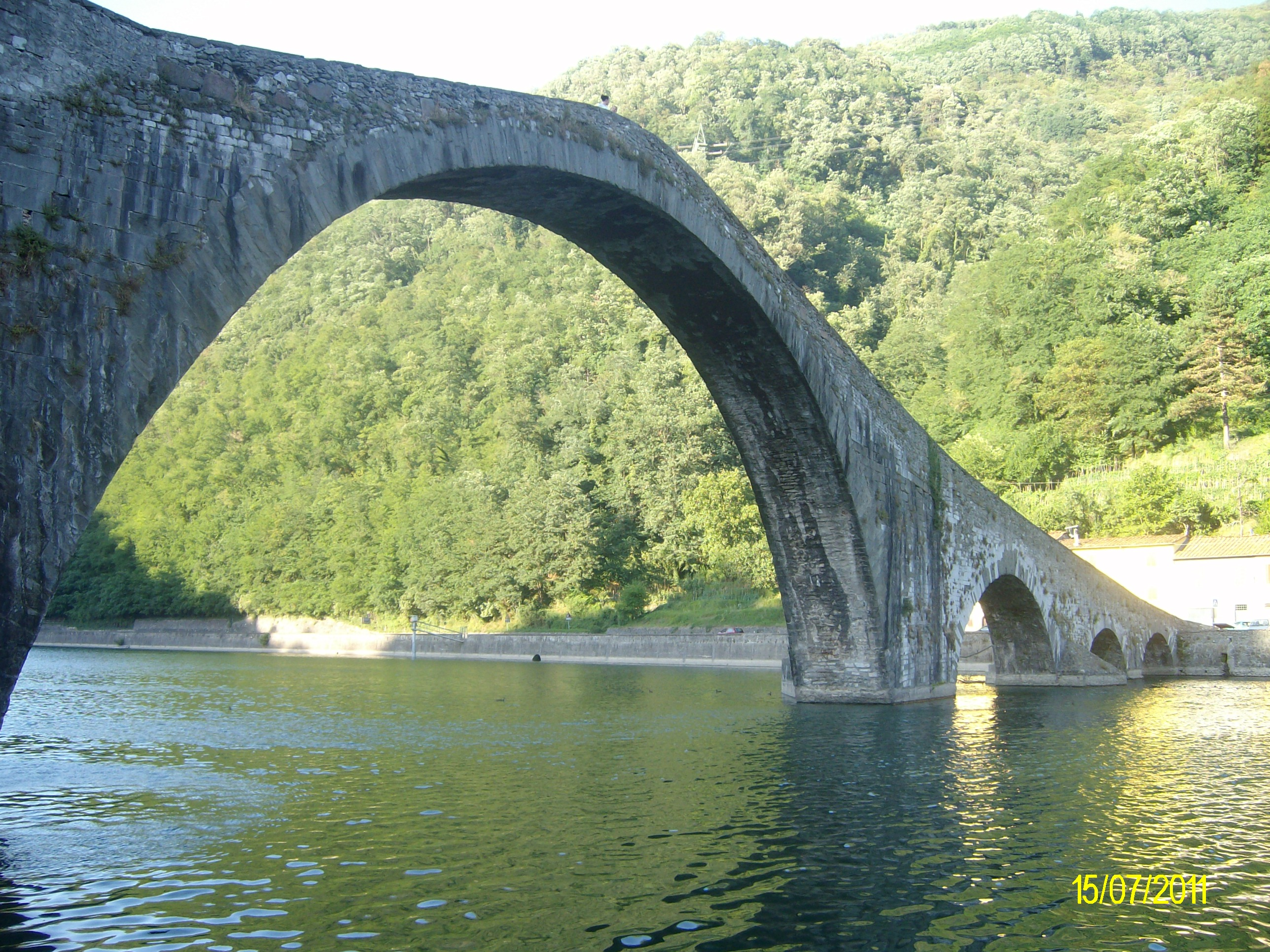
Puente de la Magdalena

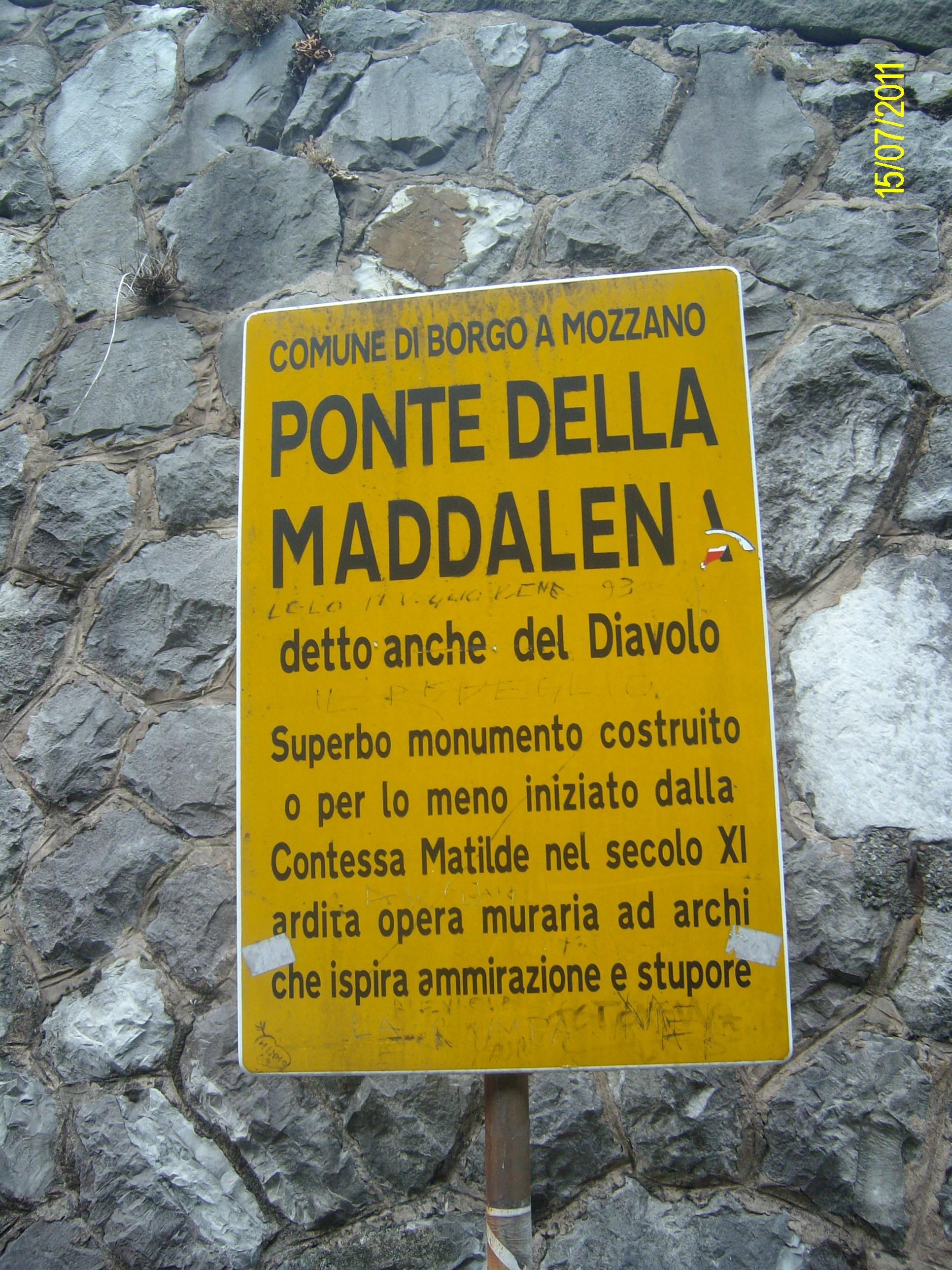
Placa

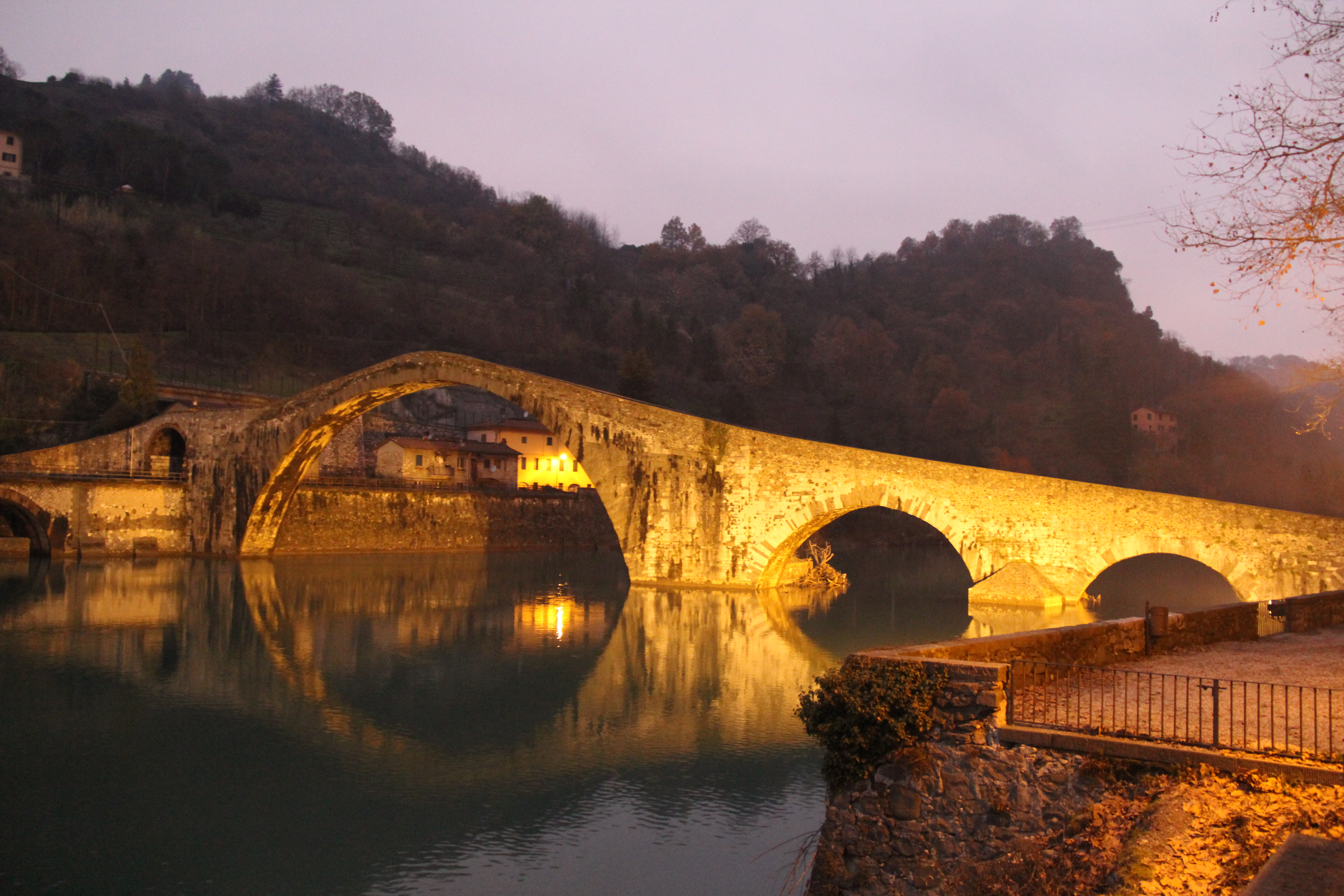
Puente de la Magdalena en la noche

El puente de la Magdalena se identifica comúnmente como "Ponte del Diavolo". Al igual que muchas otras empresas que parecían imposibles para sus coetáneos, la leyenda popular atribuye su construcción al diablo, que luego fue engañado de varias maneras. La leyenda cuenta que el jefe de los albañiles que participó en la construcción del puente estaba muy preocupado por la demora acumulada en la obra, debido a las continuas e impetuosas crecidas del río. Una tarde, preso de la desesperación, comenzó a pronunciar sacrilegios tales como para evocar a Satanás. Entonces el Diablo le dijo al maestro de obras que él mismo terminaría la obra en una noche a cambio de la primera alma que cruzase el puente. El maestro aceptó y la construcción se completó. 
El maestro de obras, desesperado por la inminencia del pesado tributo al Diablo, se confesó al párroco de la localidad, que le escuchó  e ideó una estratagema: harían cruzar el puente a un perro; el Diablo, enfurecido por el gesto astuto tomó a la presa y la arrojó a las aguas del río sin ser visto nunca más. También se dice que el perro, un pastor de Maremma completamente blanco, ocasionalmente se puede ver caminando sobre el puente en las últimas noches de octubre representando al diablo que todavía busca el alma del maestro de obras. También se dice que se puede observar el cuerpo petrificado del pobre animal en el fondo del río.
Se relatan leyendas similares para otros puentes, como el ponte Gobbo sobre el río Trebbia en la ciudad de Bobbio, o el puente del Diablo de Céret (Francia) o el puente del Diablo en Martorell (España). 
Hay otras versiones que hablan de que el primero en cruzarlo fue un cerdo que persigue una manzana, y que el Maligno, molesto por el insulto, se arrojó al Serchio, abriendo así una brecha con el bajo mundo provocando un pandemonio tal como para dejar marcas en el fondo del río y en la mente de los habitantes.

### Lucida Mansi
No se sabe si el appelativo del pasaje en piedra se debe a una u otra historia, el hecho es que entre la Edad Media y el Renacimiento una noble del lugar, Lucida Mansi, era hermosa, prestante, poderosa, rica y joven con una tremendo miedo a envejecer. Hizo todo lo posible para evitar el avance de la edad: alquimia, viajes en busca de remedios, fuentes místicas, etc., para no envejecer. Una noche, Lucida (o Lucilla) vagó por las calles de la ciudad y pasó por el ponte de la Magdalena (entonces ya tan conocido) donde tuvo un encuentro con el Maligno que, conociendo sus miedos, le propuso concederle la eterna juventud a cambio de su alma. La desafortunada mujer aceptó. Así Lucida fue tomada por Lucifer en el punto más alto del puente, donde el demonio precipitó el alma de la noble en el río, y solo por un solo momento de mera felicidad ilusoria, la condesa se dio cuenta de que estaba perdida y se tiró desde el puente